# Doxing
Doxing (fra engelsk dox, forkortelse af documents), eller doxxing, er fremfinding og offentliggørelse (typisk på Internettet) af personlige og personhenførbare oplysninger om en person.
De anvendte metoder til fremfinding kan omfatte søgning i offentligt tilgængelige databaser og sociale medier (som f.eks. Facebook), hacking og social engineering.
Doxing udføres af en række grunde, herunder politi-assistance, afpresning, chikane, udskamning og selvtægt.